# Lennart Thorngren
Lennart Thorngren, född 26 maj 1881 i Linköping, död 7 augusti 1972 i Karlstads domkyrkoförsamling, Karlstad, var en svensk ingenjör och industriman. Han var son till grosshandlaren Carl Thorngren och Hildegard Larson. Han var gift med Signe Cegrell.
Efter mogenhetsexamen i Linköping 1900 var Thorngren kontorselev vid Motala Verkstad 1900–1901 och utexaminerades från Kungliga Tekniska högskolan 1904. Han var anställd vid Vattenbyggnadsbyrån i Stockholm 1904–1906 och hos Ingenjörsfirma Fritz Egnell i Stockholm 1906–1907, var ingenjör vid Karlstads Mekaniska Werkstad i Kristinehamn 1907–1915, överingenjör och platschef där 1915–1920 samt verkställande direktör för Karlstads Mekaniska Werkstad i Karlstad 1920–1938. 
Thorngren var landstingsman i Värmlands läns landsting, tillhörde stadsfullmäktige i Kristinehamn 1917 och innehade andra kommunala uppdrag där, tillhörde stadsfullmäktige i Karlstad 1924–1942 och var ordförande i handelskammaren i Karlstad från 1927. Han var styrelseledamot i Sveriges Maskinindustriförening, Sveriges Allmänna Exportförening, AB Karlstads Mekaniska Verkstad samt Boving & Co, Ltd, London, och vice ordförande i Vänerns Seglationsstyrelse. Han var ledamot av Svenska Teknologföreningen från 1919 och föreningens förste vice ordförande 1936–1937.
Makarna Thorngren är begravda på Ruds kyrkogård i Karlstad.